# Tre Tomlinson
Tre'Vius Hodges-Tomlinson, detto Tre (Waco, 10 gennaio 2001), è un giocatore di football americano samoano americano che milita nel ruolo di cornerback per i Los Angeles Rams della National Football League (NFL).

## Carriera

### Los Angeles Rams
Al college Tomlinson giocò a football a TCU, dove nell'ultima stagione fu premiato come All-American e vinse il Jim Thorpe Award come miglior defensive back nel college football. Fu scelto nel corso del sesto giro (182º assoluto) del Draft NFL 2023 dai Los Angeles Rams. Debuttò come professionista subentrando nella gara del secondo turno contro i San Francisco 49ers mettendo a segno un tackle. La sua prima stagione si chiuse con 13 placcaggi in 15 presenze, nessuna delle quali come titolare.

### San Francisco 49ers
Il 7 marzo 2025 Tomlinson firmò con i San Francisco 49ers. Fu svincolato due giorni dopo e riportato in lista infortunati.

## Vita privata
È il nipote del running back Hall of Famer LaDainian Tomlinson.